# 稲田尚之
稲田 尚之（いなだ ひさゆき、1927年3月6日 - 2003年3月13日）は、日本の建築家、京都市立芸術大学名誉教授。

## 経歴
東京美術学校油絵科卒。京都市立芸術大学美術学部環境デザイン学科教授、同名誉教授（1993）、大阪芸術大学環境計画学科教授（1993-2003）。宝塚武庫川ロータリークラブ会長（1988-89）。戦後の個人住宅、公共施設、ゴルフ場などの独創的な設計で活躍し、その作品の多くが雑誌「新建築」に採り上げられる。
版画家稲田年行の弟。

## おもな著書
- 『住まいの色彩』主婦と生活社 (1964)

## おもな設計作品
- ピー・エフ・ビショップ邸-東京成城-, 新建築 26(11), 352-355, 1951-11, 新建築社
- 白十字園・東村山療養所, 新建築 28(4), 1-7, 1953-04, 新建築社
- ベルビュー長尾ゴルフ倶楽部